# Chaenogobius raninus
Chaenogobius raninus es una especie de peces de la familia de los Gobiidae en el orden de los Perciformes.

## Distribución geográfica
Se encuentra al noroeste del Pacífico.

## Observaciones
Es inofensivo para los humanos.